# Oncicola machadoi
Espèce
Synonymes
- Prosthenorchis travassosi Machado-Filho (d), 1950[2]

Oncicola machadoi est une espèce d'acanthocéphales de la famille des Oligacanthorhynchidae. C'est un parasite digestif d'un singe du Brésil.

## Étymologie
Son nom spécifique, machadoi, lui a été donné en l'honneur de Domingos Arthur Machado Filho (d) (1914-1990), parasitologue brésilien qui a décrit initialement cette espèce sous le taxon Prosthenorchis travassosi. 